# Tomoaki Makino
Tomoaki Makino (født 11. maj 1987) er en japansk fodboldspiller.

## Japans fodboldlandshold
| Japans landshold | Japans landshold | Japans landshold |
| År               | Kmp              | Mål              |
| ---------------- | ---------------- | ---------------- |
| 2010             | 4                | 0                |
| 2011             | 4                | 0                |
| 2012             | 3                | 1                |
| 2013             | 3                | 0                |
| 2014             | 0                | 0                |
| 2015             |                  |                  |
| Total            | 14               | 1                |